# Saint-Aulaire
Saint-Aulaire is een gemeente in het Franse departement Corrèze (regio Nouvelle-Aquitaine) en telt 744 inwoners (1999). De plaats maakt deel uit van het arrondissement Brive-la-Gaillarde.

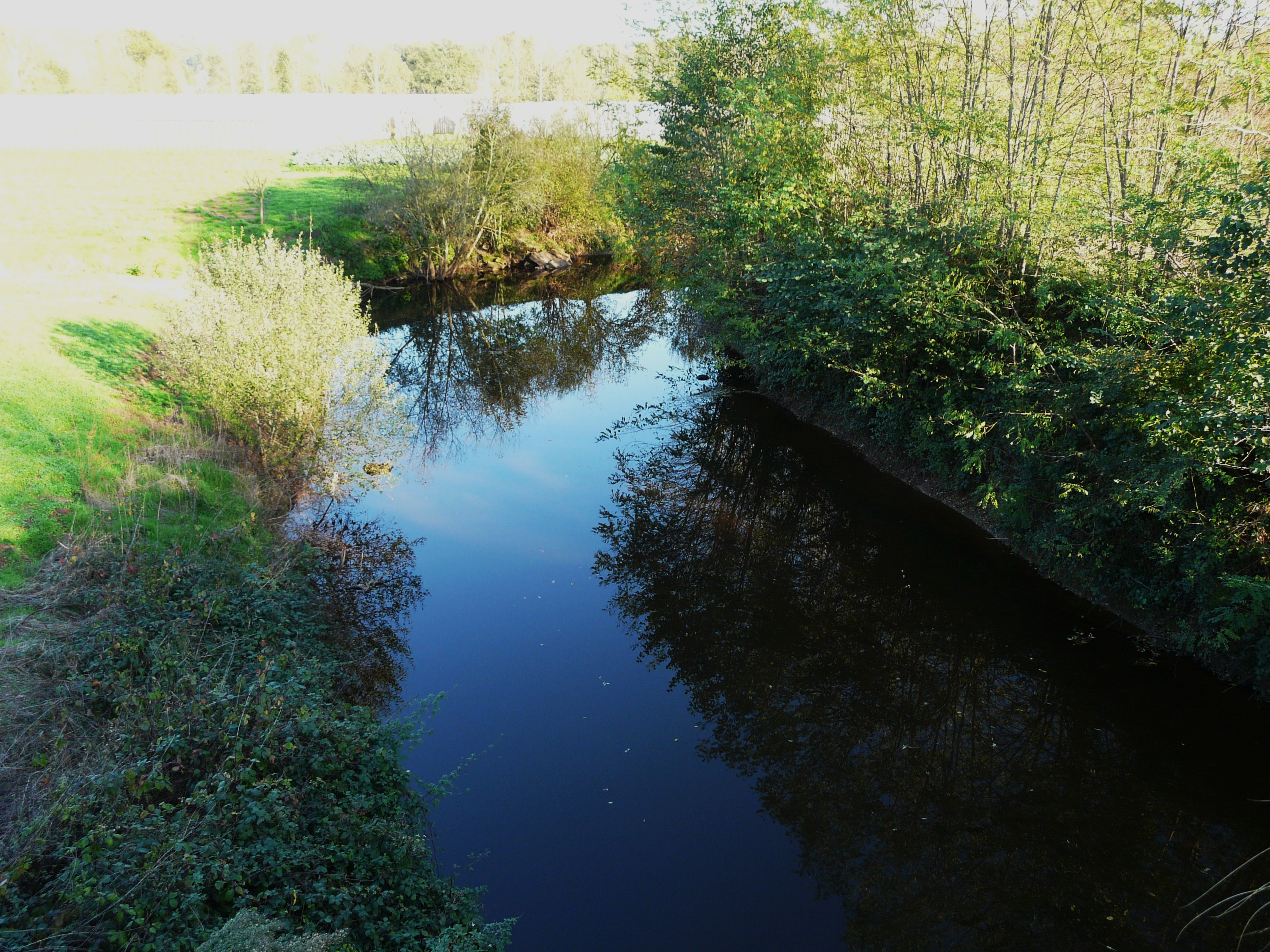

## Geografie
De oppervlakte van Saint-Aulaire bedraagt 10,7 km², de bevolkingsdichtheid is 69,5 inwoners per km².
De onderstaande kaart toont de ligging van Saint-Aulaire met de belangrijkste infrastructuur en aangrenzende gemeenten.

## Demografie
Onderstaande figuur toont het verloop van het inwonertal (bron: INSEE-tellingen).